# Bruce Loose
Bruce Loose (né le 6 juin 1959 à Fresno, Californie) est le chanteur de Flipper, groupe de punk formé à San Francisco en 1979.